# Мамакаєв Магомет Амайович
Магомет Амайович Мамака́єв (псевдонім — Магомет Тур; нар. 29 грудня 1910, Ачхой-Мартан — пом. 2 серпня 1973, Грозний) — чеченський радянський письменник, поет і перекладач; член Спілки письменників СРСР з 1934 року.

## Біографія
Народився 16 [29] грудня 1910 року в селі Ачхой-Мартані (нині Ачхой-Мартановський район Чечні, Російська Федерація) в селянській сім'ї. Рано залишився круглим сиротою, виховувався у дитячому будинку. Після закінчення школи брав активну участь у комсомольському житті Чечні і 1926 року Чеченським оргбюро ВКП(б) був направлений на навчання в Москву до Комуністичного університету трудящих Сходу. У 1927 році став членом ВКП(б). Навчання закінчив у 1930 році.
Після здобуття освіти, повернувся до Чечні. У 1930 році обіймав посаду секретаря Урус-Мартановського окружкому ВКП(б), потім був членом пропгрупи ЦК ВКП(б). У 1931 році працював заступником редактора газети «Грозненський робітник»; упродовж 1931—1934 років — у Чеченському обкомі ВКП(б). Одночасно протягом 1930—1934 років за сумісництвом очолював Чеченський науково-дослідний інститут мови, літератури та історії. У 1934—1935 роках був слухачем Вищої школи партійних працівників при ЦК ВКП(б). Після повернення з Москви працював заступником начальника «Грозхімбуду», завідував відділом шкіл та науки Чечено-Інгуського обкому ВКП(б), був редактором газети «Ленінський шлях». У період із 1930 по 1937 рік обирався членом пленуму та бюро обкому ВКП(б), депутатом Верховної Ради Чечено-Інгуської АРСР.
У 1937 році був ув'язнений у Грозному. Після звільнення 1940 року його знову заарештували в Елісті і до 1956 року він перебував у таборах на півночі СРСР — в Ігарці.
У 1960 році закінчив Вищі літературні курси при Літературному інституті імені Горького в Москві і того ж року став редактором альманаха «Орга». Помер у Грозному 2 серпня 1973 року. Похований на околиці села Ачхой-Мартана, на цвинтарі «Айсет-Кешнаш».

## Творчість
Друкуватися почав з 1926 року. Серед творів:
поезія
- збірки
  - «Ластівка» (1931);
  - «Дружба» (1931);
  - «Криваві гори» (1936);
  - «Іскра» (1940);
  - «Моя путівка» (1958);
  - «Ранок над Аргуном» (1958);
  - «Дуб над Ассою» (1961);
  - «Я повернусь» (1963);
  - «І камені говорять» (1966, російський переклад 1968);
  - «Земля Мартана» (1971);
- поеми
  - «Розмова з матір'ю» (1934; про героїзм людей, які революційно перебудовують світ);
  - «День мого народження» (1956);

проза
- збірка «Перший гудок» (1956);
- історичні романи
  - «Мюрид революції» (1962; про революційні події в Чечні);
  - «Зелімхан» (1968; про соціально класові протиріччя в Чечні на початку 20 століття);
- повість «Загибель вендетти» (1963; у співавторстві з Халідом Ошаєвим і В. Щепотовим);
- публіцистичні нариси «Солдати революції» (1969).

Автор праці «Чеченський рід (тайп) в період його розкладу».
Перекладач творів Тараса Шевченка, Володимира Сосюри.

## Відзнаки
- Орден Трудового Червоного Прапора;
- Орден «За громадянську мужність» (посмертно; за величезний внесок у становлення чеченської літератури, громадянську мужність, принциповість та чесність, виявлені у відстоюванні прав чеченського народу, заслуги у збереженні культурної та історичної спадщини чеченського народу, багаторічну публіцистичну та громадську діяльність)[3].

## Вшанування
- В місті Урус-Мартані на часть Магомета Мамакаєва названо вулицю[5];
- У грудні 2013 року в селі Ачхой-Мартані відкрився літературно-меморіальний музей Магомета Амаєвича Мамакаєва[3].